# Born This Way: The Remix
Born This Way: The Remix é o segundo álbum de remixes da artista musical norte-americana Lady Gaga. O disco foi lançado em 18 de Novembro de 2011 em formato físico e digital pela editora discográfica Interscope Records. A maioria dos remixes estavam disponíveis nos extended plays (EP) de remix lançados juntamente com cada single de Born This Way. Musicalmente, o álbum contem gravações de música dance e electrónica, e pode ouvir-se influências dos géneros europop, techno, dubstep e jangle pop dentro das composições.
Os críticos deram opiniões mistas ao álbum, com a sua reclamação geral sendo que o lançamento era desnecessário. A maioria deles, no entanto, elogiou as misturas feitas pelos produtores The Weeknd, Twin Shadow e Guéna LG. The Remix ganhou uma pontuação global de 57 em 100 na revisão do sítio Metacritic. Comercialmente, Born This Way: The Remix teve um desempenho mau, não conseguindo atingir as dez melhores colocações das tabelas musicais nos países onde foi lançado. Sua posição mais alta foi atingida no Japão, onde se posicionou nas vinte melhores colocações, enquanto nos Estados Unidos, não conseguiu atingir os cem melhores lugares da tabela de álbuns Billboard 200.

## Antecedentes e desenvolvimento
Os primeiros indícios da produção de Born This Way: The Remix foram revelados em Outubro de 2011. Contendo quatorze remisturas de faixas seleccionadas de Born This Way, o projecto foi lançado como parte do conjunto Born This Way: The Collection, uma edição especial que inclui a versão especial de Born This Way e um DVD/blu-ray do concerto especial Lady Gaga Presents the Monster Ball Tour: At Madison Square Garden. Os remisturadores que trabalharam em Born This Way: The Remix são maioritariamente especialistas dos géneros musicais techno (Sultan & Ned Shepard), electropop (Goldfrapp e Metronomy) e indie rock (Twin Shadow e Two Door Cinema Club).
A primeira remistura a ser produzida foi a de "Born This Way" por Twin Shadow, lançada em Março de 2011. Esta foi seguida pela versão por Goldfrapp de "Judas" em Maio, e ainda a por Wild Beasts de "Yoü and I" em Agosto, com os rendimentos das vendas desta última sendo inclusas em uma campanha de consciencialização das maneiras de como as pessoas podem apoiar editoras discográficas independentes que haviam perdido estoque no incêndio do armazém da PIAS Recordings. Quanto à inspiração para a sua mistura, Hayden Thorpe, do grupo Wild Beasts, expressou ao The Guardian: "A dessemelhança deste emparelhamento foi, talvez, o que nos obrigou a seguir em frente. Gaga em muitos aspectos, é a epítome do que não somos. Ela é a talhante para a nossa faca de manteiga. A emoção essencial é de sempre manter iludindo o que se espera de nós e o que esperamos de nós mesmos." A última das versões a ser lançada foi a de The Weeknd de "Marry the Night", que contou com uma participação de Illangelo, o que lhe valeu um crédito de co-produtor.

## Estrutura musical e letras
O álbum abre com o remix de Zedd de "Born This Way", que começa com uma batida minimalista seguida por sintetizadores barulhentos, e consiste de um breakdown techno. A versão de Goldfrapp de "Judas" segue como a segunda faixa; o remix é composto por música industrial e os vocais de Gaga são convertidos para um gemido discreto lento tornando-os quase como uma voz masculina. A banda Foster the People fez uma mistura de "The Edge of Glory" e introduziu um novo break na sequência de tempo 3:20. Os produtores The Weeknd e Illangelo mantiveram a sensação geral de "Marry the Night" intacta, mas introduziram vocais por Abel Tesfaye, do The Weekend, e um loop produzido por uma caixa de ritmos. Jason Lipshultz, da revista americana Billboard, descreveu a adição como "diretamente entra(ndo) em conflito com o M.O. de Gaga. Mas como muitos desses remixes, The Weeknd casa a sua visão da música com a voz linda de Gaga sem perder a integridade do material original." A voz de Tesfaye pode ser ouvida em algumas partes da canção, adicionando um ocasional "Ooh yeah" e um gemido; em uma última análise, no intervalo de tempo 2:20, a música entra colapsa sobre si mesma e troca a percussão por notas de piano raras. Pouca mudança é visível na mistura de "Black Jesus + Amen Fashion", excepto a introdução de um novo sintetizador produzido por Michael Woods, transformando-a em uma faixa de trance rave. O remix feito pelo The Horrors da canção "Bloody Mary" consiste nos vocais de Gaga fazendo uma sequência de fade in e fade out. "Scheiße" apresenta influências da canção "Heartbeats" (2003) da banda The Knife, bem como de "We Like To Party" (1999) do grupo Vengaboys. A composição de "Electric Chapel" foi completamente mudada por Two Door Cinema Club, alterando o humor negro da música para um mais divertido e atraente. Não há muita mudança no remix de Metronomy de "Yoü and I", enquanto o dubstep é introduzido na versão de Hurts de "Judas", colocando uma conclusão diferente. O remix de Sultan & Ned Shepard de "The Edge of Glory", a última faixa do álbum, conta com bateria e sintetizadores.

## Recepção crítica
| Críticas profissionais | Críticas profissionais |
| Pontuações agregadas   | Pontuações agregadas   |
| Fonte                  | Avaliação              |
| ---------------------- | ---------------------- |
| Metacritic             | 57/100                 |
| Avaliações da crítica  |                        |
| Fonte                  | Avaliação              |
| Allmusic               | [ 12 ]                 |
| BBC                    | (favorável)            |
| Billboard              | (mista)                |
| Consequence of Sound   | [ 14 ]                 |
| Rolling Stone          | [ 15 ]                 |
| Slant                  | [ 10 ]                 |

Após o seu lançamento, Born This Way: The Remix recebeu opiniões mistas pelos críticos especializados de música contemporânea. O álbum recebeu uma pontuação global de 57 em 100 na revisão do sítio agregador Metacritic. Jason Lipshultz, crítico da revista Billboard, comentou que o álbum não re-inventou nada de novo em termos de composição de remix, mas "dá aos artistas menos reconhecidos uma plataforma para mexerem com esses esquemas complexos de música pop." Lipshultz acrescentou que o álbum é uma escuta não essencial para os não-fãs de Gaga, "mas os fãs de música electrónica que ainda têm de beber o kool-aid da Mother Monster encontrarão muitas faixas de discoteca bem produzidas para dançarem. O álbum é uma grande avenida para os fãs digerirem novas versões de suas canções favoritas do ano, bem como descobrirem artistas que estão tentando comandar audiências tão magistralmente como Gaga faz." Stephen Thomas Erlewine, do sítio Allmusic, deu ao álbum três de cinco estrelas, comentando que "alguns remixes têm liberdade considerável, deixando versos ou ganchos, qualquer coisa que se apegue a sua simpatia. Então, é um álbum de misturas não para viajantes de tempo bom, mas sim para os pequenos Little Monsters, do tipo que amam cada gesto grande ou pequeno de Gaga, mas também dispõe imaginação suficiente para atrair os ouvintes que se enquadram em nenhum dos campos e estão apenas à procura de alguma dança escura elástica". Harley Brown, do sítio Consequence of Sound, ficou impressionado com a diversidade de remixes do álbum, levando-o a comentar que "logo a tempo para a temporada de férias, há algo para todos em Born This Way: The Remix, ao contrário de muitos álbuns de misturas com uma música retrabalhada outra e outra vez, este remix compreende uma lista de faixas variada para coincidir com a lista diversificada de remixadores".
Jody Rosen, da revista norte-americana Rolling Stone, fez uma revisão mista do álbum, perguntando por que o álbum era necessário ser lançado, em primeiro lugar. Ela, no entanto, acrescentou que "(o) álbum tem alguns momentos de desvio. O 'Judas' de ritmo lento do Goldfrapp é menos uma mistura do que uma versão inteligente", e descreveu a versão do The Weeknd e Illangelo de "Marry the Night" como um épico R&B. O ponto de vista de Rosen foi partilhado por Paul Rice, da revista Slant, que deu ao álbum uma classificação de duas de cinco estrelas. A principal queixa de Rice foi a de que "certos artistas choram alto pelo tratamento de remix mais do que outros, geralmente aqueles cujos talentos vocais são relativamente simples e poderiam se beneficiar da confusão extra." Ele acrescentou que Gaga não era uma artista e que o álbum original Born This Way, "em particular, é muito grande e selvagem, cheio de muitas de suas referências e estilos próprios, desde Springsteen a Madonna". Como tal, é melhor apreciado em seus próprios termos e falhas bombásticas." Nick Levine, revendo o álbum para a BBC Music, sentiu que a maioria das faixas já estavam disponíveis como downloads digitais e CDs singles, "por isso é fácil repudiar Born This Way: The Remix como inessencial e, sim, um cash-in. Mas levado em um todo, esta versão oferece revelações suficientes para sugerir que vale a pena revisitar o álbum original. Esse propósito adicional, intencional ou não, sente-se, pelo menos parcialmente cumprido". Levine elogiou as versões de The Weeknd e do Twin Shadow, enquanto criticou Foster the People e Sultan & Ned Shepard pelos seus remixes previsíveis.

## Alinhamento de faixas
| Versão padrão  |                                                    |                                                   |                      |         |  |
| N.º            | Título                                             | Compositor(es)                                    | Remixador(es)        | Duração |  |
| 1.             | "Born This Way" (Zedd Remix)                       | Stefani Germanotta, Jeppe Laursen                 | Zedd                 | 6:30    |  |
| 2.             | "Judas" (Goldfrapp Remix)                          | S. Germanotta, Nadir Khayat                       | Goldfrapp            | 4:41    |  |
| 3.             | "The Edge of Glory" (Foster the People Remix)      | S. Germanotta, Fernando Garibay, Paul Blair       | Foster the People    | 6:10    |  |
| 4.             | "Yoü and I" (Wild Beasts Remix)                    | S. Germanotta                                     | Wild Beasts          | 3:51    |  |
| 5.             | "Marry the Night" (The Weeknd & Ilangelo Remix)    | S. Germanotta, F. Garibay                         | The Weeknd, Ilangelo | 4:04    |  |
| 6.             | "Black Jesus † Amen Fashion" (Michael Woods Remix) | S. Germanotta, F. Garibay, P. Blair, Cheche Alara | Michael Woods        | 6:10    |  |
| 7.             | "Bloody Mary" (The Horrors Remix)                  | S. Germanotta, F. Garibay, P. Blair               | The Horrors          | 5:18    |  |
| 8.             | "Scheiße" (Guéna LG Remix)                         | S. Germanotta, N. Khayat                          | Guéna LG             | 5:44    |  |
| 9.             | "Americano" (Gregori Klosman Remix)                | S. Germanotta, F. Garibay                         | Gregori Klosman      | 6:07    |  |
| 10.            | "Electric Chapel" (Two Door Cinema Club Remix)     | S. Germanotta, P. Blair                           | Two Door Cinema Club | 3:59    |  |
| 11.            | "Yoü and I" (Metronomy Remix)                      | S. Germanotta                                     | Metronomy            | 4:19    |  |
| 12.            | "Judas" (Hurts Remix)                              | S. Germanotta, N. Khayat                          | Hurts                | 3:56    |  |
| 13.            | "Born This Way" (Twin Shadow Remix)                | S. Germanotta, J. Laursen                         | Twin Shadow          | 4:05    |  |
| 14.            | "The Edge of Glory" (Sultan & Ned Shepard Remix)   | S. Germanotta, F. Garibay, P. Blair               | Sultan & Ned Shepard | 6:34    |  |
| Duração total: | Duração total:                                     | Duração total:                                    | Duração total:       | 71:24   |  |

| Faixa extra da iTunes Store (Vinil) |                                    |                          |                |         |  |
| N.º                                 | Título                             | Compositor(es)           | Remixador(es)  | Duração |  |
| 15.                                 | "Judas" (Röyksopp's 30 Pieces Mix) | S. Germanotta, N. Khayat | Röyksopp       | 9:18    |  |
| Duração total:                      | Duração total:                     | Duração total:           | Duração total: | 80:45   |  |

| Faixas extra da edição limitada japonesa |                                                  |                                     |                |         |  |
| N.º                                      | Título                                           | Compositor(es)                      | Remixador(es)  | Duração |  |
| 15.                                      | "Yoü and I" (Mark Taylor Remix)                  | S. Germanotta                       | Mark Taylor    | 5:02    |  |
| 16.                                      | "The Edge of Glory" (Desi Hits! Bollywood Remix) | S. Germanotta, F. Garibay, P. Blair | DJ Aqeel       | 4:26    |  |
| Duração total:                           | Duração total:                                   | Duração total:                      | Duração total: | 90:13   |  |

## Créditos
Créditos adaptados do encarte do álbum e do sítio Allmusic.
| - Cheche Alara – composição - DJ Aqeel – produção adicional, produção dos remixes - Dick Beetham – masterização - Svein Berge – produção adicional, produção dos remixes - Torbjørn Brundtland – produção adicional, produção dos remixes - Julien Carret – mixagem - Troy Carter – manager - Foster the People – produção dos remixes - Goldfrapp – produção dos remixes - Guéna LG – produção adicional, produção dos remixes - Vincent Herbert – A&R, produtor executivo - The Horrors – produção dos remixes - Hurts – produção dos remixes - Illangelo – produção dos remixes - Lady Gaga – arranjos, composição, produção, vocais principais - Fernando Garibay – composição, produção - Gregori Klosman – produção dos remixes | - Robert John "Mutt" Lange – produção - Jepper Laursen – composição, produção - Patrick Mascall – guitarra - Joseph Mount – produção adicional, produção dos remixes - RedOne – composição, produção - Ned Shepard – produção dos remixes - Sultan Shepard – produção dos remixes - Clinton Sparks – produção - Mark Taylor – produção adicional, produção dos remixes, teclado, programação - Twin Shadow – produção dos remixes - Two Door Cinema Club – produção dos remixes - The Weeknd – produção dos remixes, vocais de apoio - DJ White Shadow – composição, produção - Wild Beasts – produção adicional, produção dos remixes - Michael Woods – produção adicional, teclado, produção dos remixes - Zedd – produção dos remixes, mixagem |

## Desempenho nas tabelas musicais
No Reino Unido, Born This Way: The Remix estreou na tabela britânica UK Albums Chart no número setenta e sete, de acordo com o comunicado publicado em 12 de Dezembro de 2011. No Japão, o álbum vendeu 12.120 cópias em sua primeira semana, e estreou no número quatorze na tabela de álbuns japonesa. Em sua segunda semana, o álbum caiu para o número dezenove ao vender 6.650 unidades. Após vender cem mil exemplares no país, recebeu o certificado de disco de ouro pela associação Recording Industry Association of Japan (RIAJ). Nos Estados Unidos, o álbum estreou fora dos cem melhores lugares da tabela de álbuns Billboard 200, no número cento e cinco, enquanto estreava no número três na tabela de música dance, Dance/Electronic Albums. Outros países onde o álbum alcançou as cem melhores colocações incluem a Itália, a França e a Espanha.
| País - Tabela musical (2011/2012)                              | Posição de pico |
| -------------------------------------------------------------- | --------------- |
| Austrália - ARIA Charts                                        | 62              |
| Bélgica (Valônia) - Ultratop 50                                | 69              |
| Canadá - Canadian Albums Chart                                 | 49              |
| Espanha - Productores de Musica de España                      | 41              |
| Estados Unidos - Billboard 200                                 | 105             |
| Estados Unidos - Dance/Electronic Albums                       | 3               |
| França - Syndicat National de l'Édition Phonographique         | 71              |
| Grécia - International Federation of the Phonographic Industry | 51              |
| Itália - Federazione Industria Musicale Italiana               | 89              |
| Japão - Oricon                                                 | 14              |
| Reino Unido - UK Albums Chart (The Official Charts Company)    | 77              |

| País - Associação (Vendas) | Certificação |
| -------------------------- | ------------ |
| Japão - RIAJ (100 mil)     | Ouro         |

## Histórico de lançamento
Born This Way: The Remix foi primeiramente lançado em 18 de Novembro de 2011 em território alemão e colombiano em formato físico e digital. Em 21 de Novembro, a versão padrão foi lançado em quatro países: Estados Unidos, Reino Unido, Japão e França. A edição limitada foi somente lançada em território japonês no dia 23 de Novembro.
| Região         | Data                   | Formato              | Edição        | Editora discográfica                              |
| -------------- | ---------------------- | -------------------- | ------------- | ------------------------------------------------- |
| Alemanha       | 18 de novembro de 2011 | CD, Download digital | Versão padrão | Universal Music International, Interscope Records |
| Colômbia       | 18 de novembro de 2011 | CD, Download digital | Versão padrão | Universal Music International, Interscope Records |
| Estados Unidos | 21 de novembro de 2011 | CD, Download digital | Versão padrão | Streamline Records, Interscope Records, Kon Live  |
| Reino Unido    | 21 de novembro de 2011 | CD, Download digital | Versão padrão | Polydor Records                                   |
| Japão          | 21 de novembro de 2011 | CD, Download digital | Versão padrão | Interscope Records                                |
| França         | 21 de novembro de 2011 | CD, Download digital | Versão padrão | Interscope Records                                |
| Japão          | 23 de novembro de 2011 | CD, Download digital | Limitada      | Universal Japan International                     |
| Estados Unidos | 6 de dezembro de 2011  | Vinil                | Versão padrão | Streamline Records, Interscope Records, Kon Live  |
| Alemanha       | 6 de dezembro de 2011  | Vinil                | Versão padrão | Universal Music Group, Interscope Records         |
| Japão          | 6 de dezembro de 2011  | Vinil                | Versão padrão | Universal Music Group, Interscope Records         |
| Reino Unido    | 6 de dezembro de 2011  | Vinil                | Versão padrão | Universal Music Group, Interscope Records         |
| Indonésia      | 14 de dezembro de 2011 | CD                   | Versão padrão | Universal Music Indonesia                         |